# 中國科技集團
中國科技集團有限公司，（除牌當時為0985.HK），曾是香港交易所上市，也是從快訊國際換取上市。曾經經營電子業務外，還開拓物業及證券投資，為了開拓礦產業務，故此由中科礦業取代上市。
主要原因是電話需求過於競爭加劇，使成本不斷增加。

## 連結
- 中科礦業集團有限公司 （页面存档备份，存于）